# 布迪治足球會
布迪治足球會（Bridge Football Club）是尼日利亚的职业足球俱乐部，前稱朱利亞斯貝格爾（Julius Berger），拥有者为朱利叶斯贝格尔尼日利亚股份公司（Julius Berger Nigeria PLC），俱乐部位于尼日利亚第一大城市拉各斯。球队建于1970年代中期，球队夺得过全国冠军。例如塔里波·韦斯特，桑迪·奥利塞赫，埃玛奴尔·阿穆尼克，拉希迪·耶基尼，加尔巴·拉瓦尔和穆蒂尤·阿德波尤这些尼日利亚国脚和球星都出自朱利叶斯贝格尔俱乐部。
在2006年球队参加尼日利亚足球甲级联赛，但是球队拥有者宣布将在2008年计划解散俱乐部，球队现在的主场为奥尼坎体育场（Onikan Stadium）。

## 球队荣誉
- 尼日利亚足球甲级联赛：1

2000年
- 尼日利亚足协杯：2

1999年，2002年